# Ralph Percy (12e duc de Northumberland)
Ralph George Algernon Percy (né le 16 novembre 1956) est un pair héréditaire britannique et propriétaire foncier rural et actuel chef de la Famille de Percy.

## Biographie
Ralph Percy est le deuxième fils (et l'un des sept enfants) de Hugh Percy (10e duc de Northumberland), et de son épouse, Elizabeth Montagu Douglas Scott.
Il fréquente le Collège d'Eton, étudie l'histoire à l'Université d'Oxford, puis la gestion des terres à l'Université de Reading et travaille à la gestion du domaine du château d'Arundel pendant sept ans, avant de retourner dans le Northumberland pour gérer le domaine d'Alnwick pour son frère aîné Henry Percy (11e duc de Northumberland).
Il accède au duché en 1995 à la mort du 11e duc, qui n'a pas d'enfants. À ce titre, il est membre de la Chambre des lords jusqu'à ce que l'adoption de la loi de 1999 sur la Chambre des lords mette fin au droit des pairs héréditaires de siéger à la Chambre. Le Hansard n'enregistre aucune contribution aux travaux de la Chambre des lords de Northumberland.
Le duc aide à gérer Northumberland Estates (la société détenant les actifs ducaux) qui compte de nombreuses filiales de capital-risque et des fiducies associées, qui détiennent ensemble des terres et des propriétés dans le Northumberland, en Écosse et dans une moindre mesure à Londres, dans le Surrey et le Tyneside. Ralph Percy est classé au numéro 248 dans la Sunday Times Rich List 2011, avec une richesse estimée à 315 millions de livres sterling. Lui ou la société est le propriétaire du château d'Alnwick, un siège ducal ancestral, ainsi que du château de Warkworth et du château de Prudhoe dans le Northumberland; Syon House et Syon Park à Londres; Hulne Park et Hulne Priory à Alnwick; Albury Park à Surrey et d'autres bâtiments classés tels que Brizlee Tower,,.
La vente par le 12e duc sur le marché libre, plutôt qu'à un prix inférieur à la National Gallery, de la La Vierge aux œillets de Raphaël en 2003 fait l'objet de quelques critiques. À peu près au même moment, en réponse à une crise de fièvre aphteuse, le duc réduit de 10% les loyers des métayers. Le duc s'est montré opposé à certains parcs éoliens, mais il adopte les énergies renouvelables dans la restauration d'un générateur hydroélectrique. Le duc est un sponsor de l'école secondaire NCEA Duke.
Le 8 avril 2014, la direction du domaine annonce la date d'une nouvelle vente d'art pour lever 15 millions de livres sterling pour couvrir les coûts de l'inondation de Newburn causée par la rupture d'un ponceau dont elle est responsable le 25 septembre 2012. Les ventes sont finalisées par Sotheby's en juillet 2014.

### Mariage et enfants
Il épouse Jane Richard le 21 juillet 1979 à l'église paroissiale de Traquair. Ils ont quatre enfants:
- Katie Percy (née le 23 juin 1982), armurier, épouse Patrick Valentine le 26 février 2011. Le couple n'a pas d'enfants et se sépare fin 2013.
- George Percy, comte Percy (né le 4 mai 1984), directeur général de la société d'énergie Cluff Geothermal avec le professeur Paul Younger[8]
- Melissa Percy (née le 20 mai 1987), une joueuse de tennis, épouse Thomas van Straubenzee, agent immobilier et ami d'école des princes William et Harry, le 22 juin 2013[9]. Straubenzee est le parrain de la princesse Charlotte de Cambridge [10]. Le couple n'a pas d'enfants et divorce en 2016 [11]
- Max Percy (né le 26 mai 1990), épouse la princesse Nora d'Oettingen-Spielberg le 15 juillet 2017[12].